# Conversión de conocimiento

## Conceptos básicos
Nonaka y Takeuchi, dos académicos japoneses, fueron los padres de la teoría que explica la conversión del conocimiento en las dinámicas de innovación a través de un libro publicado en el año 1991: The Knowledge-Creating Company: How Japanese Companies Create the Dynamics of Innovation.
A través de esta obra, ambos autores conceptualizan un proceso que denominan la Espiral del conocimiento, y en el que reflejan la existencia de dos tipos de conocimiento: el tácito y el explícito. El conocimiento explícito es fácil de articular y de expresar formalmente, mientras que el conocimiento tácito está estrechamente vinculado en la experiencia individual, e implica a las creencias personales, la propia perspectiva y el propio sistema de valores. 

## Autores
En 1958 Nonaka se graduó en ciencias políticas de la Universidad de Waseda. Después trabajó en Fuji Electric, donde inició un programa de gestión. En la década de los 1960, este plan de estudios, ofrecido a empresas de todo Japón, fue uno de los más punteros junto con el de la escuela de negocios de la Universidad de Keio. En 1967 Nonaka se trasladó a Estados Unidos, donde en 1968 obtuvo un MBA y en 1972 un doctorado en administración de empresas, en la Universidad de California, Berkeley.
En 2008, el Wall Street Journal lo nombra como una de las personas más influyentes en el pensamiento empresarial. The Economist lo incluyó en su libro «The Economist Guide to Management Ideas and Gurus"
Nonaka co-escribió varios artículos con Hirotaka Takeuchi, un colega de la Universidad de Hitotsubashi, incluyendo:
1. El artículo de The New Product Development Game,[3] en el que destacó la necesidad de velocidad y flexibilidad para el desarrollo de nuevos productos. Se considera que este artículo es una de las raíces del marco de Scrum, una de las técnicas de desarrollo ágil de software más utilizados .
2. El Modelo de Nonaka-Takeuchi de la acumulación del conocimiento tácito, que representa su aportación más conocida. Nonaka propuso el modelo SECI o Proceso de conversión del conocimiento, para presentar los procesos de conocimiento en la espiral de la interacción entre el conocimiento explícito y conocimiento tácito.

## La espiral del conocimiento
Las diferentes maneras de conversión del conocimiento que pueden conducir a la creación de nuevos conocimientos son: la socialización (tácito a tácito), la combinación (explícito-explícito), la internalización (explícito a tácito) y externalización (tácito a explícito) y a esto es a lo que se le conoce como la espiral del conocimiento.
Los pasos críticos en la espiral del conocimiento para la creación de nuevos conocimientos que se suman a la base de conocimientos existentes son internalización y externalización.
El logro de este conocimiento tácito se logra a través de la realización del conocimiento explícito y está estrechamente relacionado con el aprendizaje como parte del proceso de creación de conocimiento y los flujos de datos entre individuos, cristalizando como información y luego interiorizado como conocimiento.
¿Cómo un conocimiento de trabajo generado por el personal puede ser adoptado como el conocimiento de la organización? ¿Cómo tener conocimiento tácito y aprovecharlo para combinar en la creación de conocimiento explícito que impulse la creación aprendizajes, productos […] diferenciados y enriquecedores por su diversidad a la sociedad?
Ikujiro Nonaka, básicamente dice: "crear un entorno para los miembros de la organización para compartir su conocimiento tácito relacionado con el trabajo, organizar proyectos donde los miembros espontáneamente comparten su conocimiento personal, permite la colaboración con las plataformas tecnológicas, fomentar el conocimiento creación con un objetivo de diseño a precios de mercado, compartir el éxito de toda la organización, los proyectos de recompensa que iteran en el nuevo conocimiento".

## Conversión de conocimiento
El conocimiento explícito, que es aquel que se puede expresar a través del lenguaje formal: expresiones matemáticas, especificaciones, manuales, etc. Dicho conocimiento puede ser transmitido fácilmente de una persona a otra, por ejemplo en forma de documento electrónico y procesado por un ordenador o guardado en base de datos.
El conocimiento tácito, se refiere a lo aprendido gracias a la experiencia personal e involucra factores intangibles como las creencias, el punto de vista propio y los valores. Las ideas personales, la intuición y las corazonadas, todos ellos elementos subjetivos, son parte integral de este conocimiento. La naturaleza subjetiva e intuitiva del conocimiento tácito dificulta su procesamiento o transmisión de forma sistemática o lógica. Para que este conocimiento se transmita y disemine entre las personas de la organización, es necesario convertirlo en palabras o números que todos entiendan. 
Es precisamente durante este tiempo de conversión de conocimiento de tácito a explícito y de vuelta a tácito, como se crea el conocimiento en las organizaciones. Una vez que se ha aceptado la importancia del conocimiento tácito, se inicia un proceso individual de auto renovación en el nivel personal y en el organizacional. Por ejemplo, se cree que este tiempo de conversión de conocimiento es una de las facetas más importantes de la competitividad en las compañías japonesas y por eso han sido tan exitosas; gracias a sus habilidades y perfeccionamiento de la “creación de conocimiento organizacional” 
Cuando se produce interacción social entre el Conocimiento tácito (subjetivo, de la experiencia) y el Conocimiento explícito (racional, tangible) se produce la conversión de conocimiento, o lo que es lo mismo, creación y expansión del conocimiento humano y organizacional, con lo que se genera un "ciclo de conversión" que Nonaka y Takeuchi describen en cuatro procesos.

## Formas de conversión del conocimiento
```
                                          Figura 1
                                 Espiral del conocimiento
```

- De tácito a tácito, llamada socialización, que está relacionada con la teoría de procesos grupales y la cultura organizacional y es un proceso que consiste en compartir experiencias. Se inicia generalmente con la creación de un campo de interacción. Este campo permite que los miembros del equipo compartan sus experiencias y modelos mentales. Esta parte del proceso tiene lugar cuando el individuo adquiere el conocimiento tácito de forma directa de otros miembros de la organización sin hacer uso del lenguaje hablado. El individuo aprende mediante la observación, la imitación y la práctica. La socialización también se da durante el proceso de desarrollo de un producto, cuando los desarrolladores interactúan con los clientes antes y durante la introducción de este en el mercado con el fin de conseguir nuevas ideas para afinar detalles.

- De tácito a explícito o exteriorización, es un proceso a través del cual se enuncia el conocimiento tácito en forma de conceptos explícitos y adopta la forma de metáforas, analogías, conceptos, hipótesis o modelos. La exteriorización es generada por el diálogo y la reflexión colectiva significativa que ayuda a los miembros a enunciar el conocimiento tácito oculto, que de otra manera resulta difícil de comunicar.                                                                                                              Los líderes de equipo juegan un papel esencial en esta parte del proceso, ya que la obtención de conocimiento tácito proveniente de sus colaboradores dependerá en gran medida de la riqueza del lenguaje figurado e imaginación de este.

- De explícito a explícito o combinación, tiene que ver con el intercambio de información entre las personas por diferentes medios: distribución del conocimiento recién creado y el conocimiento ya existente en la organización a través de redes por ejemplo, convirtiéndose así en un nuevo conocimiento. Mediante el uso de documentos, juntas, conversaciones por teléfono o juntas, los individuos intercambian información. De esta manera, se reconfigura la información ya existente y se convierte en conocimiento nuevo. "La creación de conocimiento que se da en las escuelas gracias a la educación y al entrenamiento formales, por lo general adopta esta forma."[6]

- De explícito a tácito o interiorización, que se materializa directamente en el aprendizaje organizacional; es decir, en el aprender haciendo de las personas en el trabajo. Se requiere que el conocimiento se verbalice (historias orales) o se documente (manuales). La documentación permite que se transmita el conocimiento explícito a otros individuos sin necesidad de que haya una interacción directa entre estos.                                                                                              Un ejemplo de interiorización tiene que ver con la práctica de incentivar la lectura de historias de éxito en una compañía a los miembros de esta. Si el modelo mental se comparte y se convierte en parte de la cultura organizacional, la interiorización ha tenido lugar.